# Coelaenomenodera femorata
Coelaenomenodera femorata is een keversoort uit de familie bladkevers (Chrysomelidae). De wetenschappelijke naam van de soort werd in 1890 gepubliceerd door Léon Marc Herminie Fairmaire.